# Niedersächsischer Staatspreis für das gestaltende Handwerk
Der Niedersächsische Staatspreis für das gestaltende Handwerk wird seit 1958 in Abständen von bis zu vier Jahren regelmäßig durch das heutige Niedersächsische Ministerium für Wirtschaft, Arbeit und Verkehr verliehen. Er würdigt gestaltete Arbeiten von in Niedersachsen niedergelassenen Handwerkern. Der mit 5.000 Euro dotierte Staatspreis wird nur an selbständig Tätige verliehen.
Ergänzend sollen zwei Förderpreise in Höhe von je 2.500 Euro herausragend kreativ gestaltende Handwerker bis zu einem Höchstalter von 35 Jahren anspornen und fördern.
Zusätzlich soll ein mit 3.000 Euro ausgelobter Unternehmenspreis „Erfolgsfaktor Design“ einen Handwerksbetrieb auszeichnen, der „Design“ in den Unternehmensbereichen Produkt, Dienstleistung, Marketing, Kommunikation, Unternehmenskultur beispielhaft umgesetzt hat. Der Betrieb muss ebenfalls in Niedersachsen ansässig und in der Handwerksrolle eingetragen sein.
Der Staatspreis, die zwei Förderpreise sowie der Unternehmenspreis sollen Anreize bieten und Ansporn sein für niedersächsische Handwerker und Handwerksbetriebe, ihr hohes technisches Können und „ihre gestalterische Kompetenz unter Beweis zu stellen, um sich von anderen Wettbewerbern abzuheben und sich erfolgreich am Markt zu positionieren“.
Im Jahr 2016 erfolgte die Planung, Organisation und Durchführung des Wettbewerbs in Kooperation mit der Handwerkskammer Hannover.

## Preisträger (Auswahl)
- 1959: Gertrud Gefers[2]
- 1962: Bernhard Lambrecht[2]
- 1966 Herbert Zeitner[2]
- 1985: Joachim Giesel[2]
- 2000: Manfred Zimmermann[2]